# Gloria (Oriental Mindoro)
Gloria (Bayan ng Gloria) är en kommun i Filippinerna. Kommunen ligger på ön Mindoro, och tillhör provinsen Oriental Mindoro. Folkmängden uppgår till 38 667 invånare.

## Barangayer
Gloria är indelat i 27 barangayer.
| - Agsalin - Agos - Andres Bonifacio - Balete - Banus - Banutan - Buong Lupa - Bulaklakan - Gaudencio Antonino - Guimbonan - Kawit - Lucio Laurel - Macario Adriatico - Malamig | - Malayong - Maligaya (Pob.) - Malubay - Manguyang - Maragooc - Mirayan - Narra - Papandungin - San Antonio - Sta. Maria - Santa Theresa - Tambong - Alma Villa |